# Astyanax rupununi
Astyanax rupununi är en fiskart som beskrevs av Fowler, 1914. Astyanax rupununi ingår i släktet Astyanax och familjen Characidae. Inga underarter finns listade.